# Грюнне, Карл Людвиг
Граф Карл Людвиг фон Грюнне (нем. Karl Ludwig von Grünne; 25 августа 1808, Вена — 15 июня 1884, Баден) — австрийский генерал от кавалерии, генерал-адъютант, оберст-гофмейстер (1848—49), андреевский кавалер (1874). Пользовался значительным влиянием на императора Франца Иосифа в первые десятилетия его царствования.

## Биография
Родился в 1808 году; единственный сын и наследник Филиппа Фердинанд фон Грюнне, который также дослужился до чина генерала от кавалерии. В 1828 году вступил в уланский полк, шефом которого был его отец. В 1838 году был произведён в майоры, а в 1843 году — в полковники. В том же году фон Грюнне был назначен оберстхофмейстером (гофмаршалом) малого двора эрцгерцога Стефана. В 1848 году был произведён в генерал-майоры и в том же году переведён на такую же должность при малом дворе эрцгерцога Франца Иосифа, в будущем — императора. В том же году он был назначен генерал-адъютантом Франца Иосифа, с которыми их связывали доверительные и дружеские отношения. В 1850 году Грюнне был произведён в фельдмаршал-лейтенанты (генерал-лейтенанты).
Фон Грюнне считался важным советником императора по военным вопросам и, в то же время, противником крупных нововведений в австрийской армии. Когда Австрия  в 1859 году потерпела поражение в войне с Пьемонтом и Францией, австрийское общественное мнение возложило на Грюнне ответственность за поражение в войне. В этой ситуации Франц Иосиф был вынужден лишить фон Грюнне должности генерал-адъютанта, однако взамен назначил его на должность капитана Лейб-гвардейской жандармерии, более почётную, чем имевшую практическое значение. В том же году фон Грюнне был награждён Большим крестом ордена Святого Стефана. Он по-прежнему оставался близок к императору, но уже не столь явно и не так публично.
В 1864 году фон Грюнне был произведён в генералы от кавалерии, а в 1865 году был награждён орденом Золотого руна. В том же году он стал  шефом 1-го Уланского полка австрийской армии. 
В последующие годы Грюнне оказывал всё меньше и меньше влияния на государственные дела. 
С 1831 года он был женат на Каролине, урождённой графине фон Трауттмансдорф-Вайнсберг, в этом браке родилось три дочери и два сына — Филипп (фельдмаршал-лейтенант) и Рудольф (полковник). Тем не менее, спустя несколько лет брака супруги разъехались, официально не разводясь.
Около 1875 года фон Грюнне вышел в отставку. Зимой он жил в Вене, где числился членом верхней палаты австрийского парламента, но почти не посещал заседания, а летом — в Бадене, в загородном поместье. Его дети выросли, с женой он давно расстался и проводил время в полном уединении. 
Когда в 1884 году Карл Людвиг фон Грюнне тяжело заболел, император Франц Иосиф и его сын, эрцгерцог Рудольф нанесли больному визит на дом, что в те времена считалось большой честью. Фон Грюнне скончался в своём поместье в Бадене в том же году. После отпевания в придворной церкви Бадена его тело было захоронено в семейном склепе в Доберсберге.